# Cordon des Druides

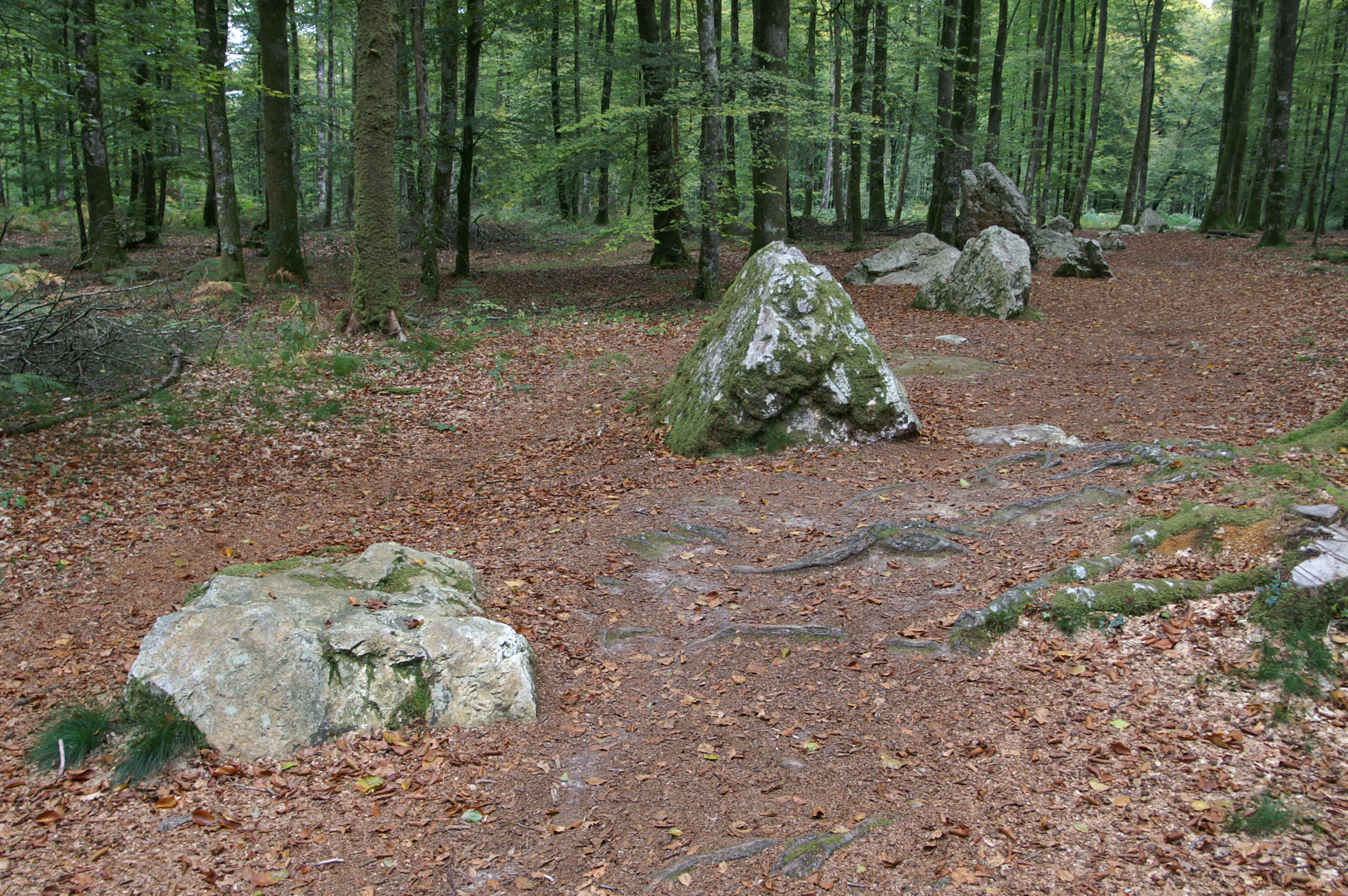
Der Cordon des Druides

Der Cordon des Druides (deutsch „die Druidenlinie“) ist eine etwa 300 Meter lange bretonische Steinreihe aus Quarzitblöcken. Sie liegt im Wald von Fougères auf halbem Wege zwischen Fougères und Landean, im Département Ille-et-Vilaine, in Frankreich.
Die nordost-südwest orientierte Reihe verläuft leicht kurvig auf einem Waldweg. Viele ihrer über 20 Blöcke sind klein oder umgestürzt. Es gibt Beschreibungen von komplementären Reihen, die ausgegangen sind. In allen Fällen wurde weißer Quarz verwendet. Einreihige Anordnungen sind in der Bretagne, abgesehen von Bocadeve in Saint-Just oder der „Steinhochzeit“ im Hochmoor von Mont-Saint-Michel de Brasparts, selten.
Um Fougères herum gibt es mehrere Megalithanlagen. Unter anderem den Pierre Courcoulée, den Pierre du Trésor und die Allée couverte von Rocher Jacquot.